# 生活不止眼前的苟且
《生活不止眼前的苟且》是中国歌手许巍发行的第8张单曲，由阿里音乐在2016年3月18日正式发行。该歌曲是词曲作者高晓松网络谈话节目《晓松奇谈》的主题曲。

## 制作团队
- 监制：高晓松、闫虹[3]
- 制作人/编曲：王文颖
- 吉他：靳松、刘乐
- 贝斯：张赛龙
- 鼓：ALEX
- 键盘：王文颖
- 吉他工程师：郭杨
- 乐器：田喜洋、刘炳丁

## 反响评论
该单曲在豆瓣音乐获得5.9分评价（基于2144人评价）；在虾米音乐获得9.5分评价（基于1414人评价）。同时这首歌曲还在虾米音乐得到82,275,427次播放。